# Zasłonak anyżkowy

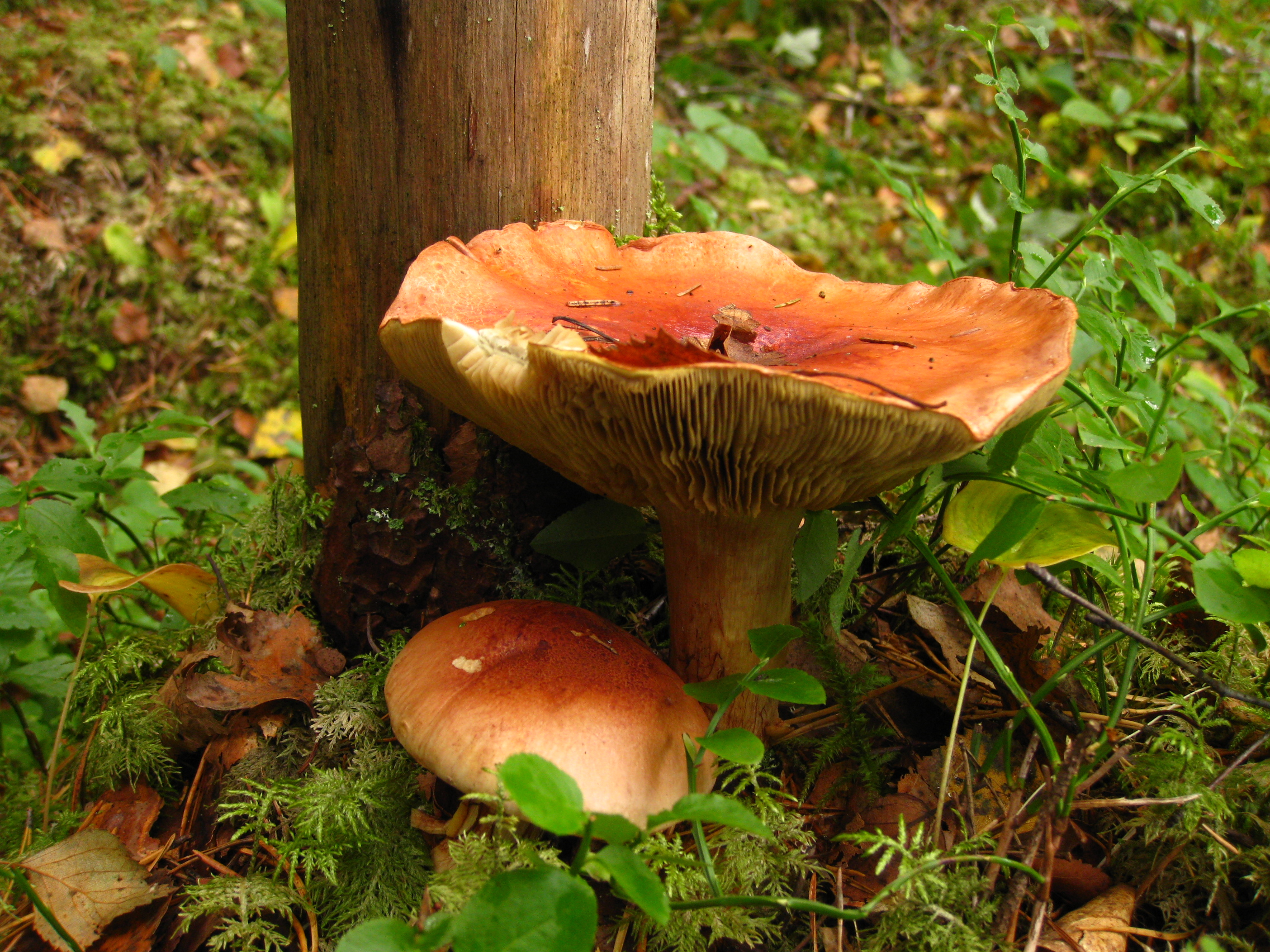

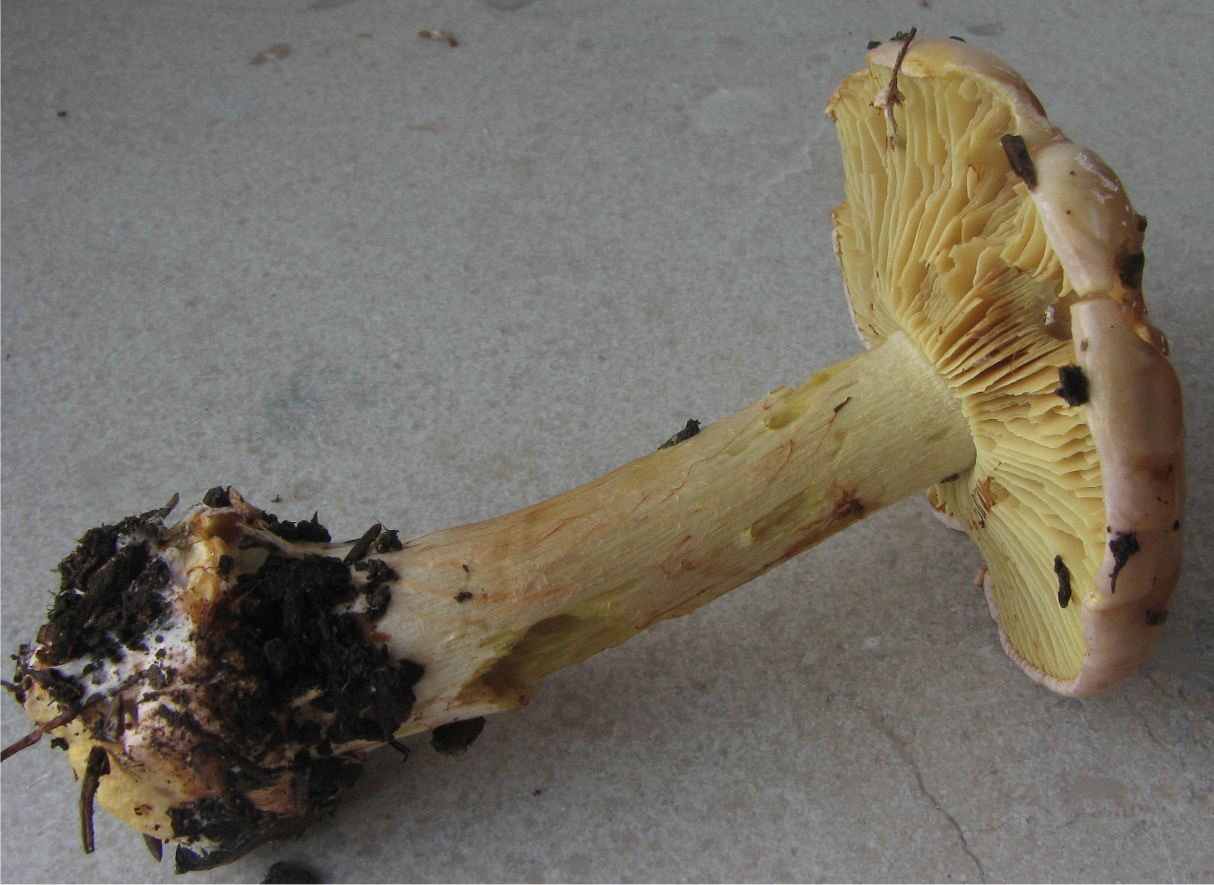

Zasłonak anyżkowy (Calonarius odorifer (Britzelm.) Niskanen & Liimat.) – gatunek grzybów należący do rodziny zasłonakowatych (Cortinariaceae).

## Systematyka i nazewnictwo
Pozycja w klasyfikacji według Index Fungorum: Calonarius, Cortinariaceae, Agaricales, Agaricomycetidae, Agaricomycetes, Agaricomycotina, Basidiomycota, Fungi.
Po raz pierwszy opisał go w 1885 r. Max Britzelmayr, nadając mu nazwę Cortinarius odorifer. Obecną nazwę nadali mu Tuula Niskanen i Kare Liimatainen w 2022 r.
Synonimy:

- Cortinarius odorifer Britzelm. 1885
- Cortinarius odorifer f. immarginatocolorata Rob. Henry 1958
- Cortinarius odorifer f. lutescens Rob. Henry 1958
- Cortinarius odorifer Britzelm. 1885 f. odorifer
- Cortinarius odorifer var. immarginatocoloratus Rob. Henry 1989
- Cortinarius odorifer var. luteolus (M.M. Moser) Nespiak 1981
- Cortinarius odorifer var. lutescens Rob. Henry 1989
- Cortinarius odorifer Britzelm. 1885 var. odorifer
- Cortinarius odorifer var. suborichalcea Rob. Henry 1986
- Cortinarius odorifer var. suborichalceus Rob. Henry 1989
- Phlegmacium odorifer (Britzelm.) M.M. Moser 1960
- Phlegmacium odorifer var. luteolum M.M. Moser
- Phlegmacium odorifer (Britzelm.) M.M. Moser 1960 var. odorifer[2].

Nazwę polską nadał Andrzej Nespiak w 1975 r. Jest niespójna z aktualną nazwą naukową.

## Morfologia
Kapelusz
Średnica 5–11 cm, początkowo półkulisty, potem płasko łukowaty, w końcu wgłębiony na środku. Brzeg długo podwinięty. Podczas wilgotnej pogody jest śliski, podczas suchej błyszczący. Powierzchnia naga, gładka, przy brzegu początkowo siwo żółtozielonkawa, potem oliwkowobrązowa, na środku pomarańczowa, czerwonawa, brązowa lub miedziowa.
Blaszki
Przyrośnięte, początkowo chromowo żółte, potem żółtozielonkawe, w końcu oliwkowobrązowe.
Trzon
Wysokość 4–7 cm, grubość 1–2 cm, walcowaty, w podstawie z wyraźną bulwą o średnicy do 3,5 cm. Powierzchnia początkowo żółtozielonkawa, potem brązowawa, u podstawy czerwonobrązowa. Pokryty jest podłużnie przylegającymi, rdzawymi włókienkami. Zasnówka bladożółtawa.
Miąższ grzyba
Jasno żółtozielonkawy z silnym anyżowym zapachem. Zapach ten utrzymuje się nawet w ususzonych owocnikach. W reakcji z KOH zmienia barwę na różowo brązową.
Cechy mikroskopowe
Włóknisty naskórek zbudowany z grubej warstwy silnie żelowanych i septowanych strzępek z zielonym, wewnątrzkomórkowym pigmentem. Na ostrzach blaszek występują komórki podobne do bazydioli. Podstawki maczugowate, 4-zarodnikowe. Zarodniki migdałkowate lub podobne do cytryny, o silnie brodawkowatych ścianach i bardzo wyraźnym fałdzie. Mają rozmiar 9–14 × 5,5–7,5 μm (w próbkach w wodzie 9,9–12,7 × 5,9 –7,5 μm).
Gatunki podobne
Morfologicznie bardzo podobny jest zasłonak miedzianogłowy (Cortinarius orichalceus) i zasłonak słomkowożółty (Cortinarius elegantior). Obydwa jednak nie dają takich reakcji chemicznych. Zasłonak anyżkowy jest od nich (a także od innych morfologicznie podobnych zasłonaków) bardzo łatwy do odróżnienia po silnym anyżowym zapachu.

## Występowanie i siedlisko
Znany jest tylko w niektórych krajach Europy. W piśmiennictwie naukowym na terenie Polski do 2003 r. podano tylko 4 stanowiska (w Gorcach, Pieninach, Tatrach).
Rośnie na ziemi w górskich lasach iglastych, pod świerkami, zwłaszcza na podłożu wapiennym. Owocniki pojawiają się od sierpnia do października. W krajach Europy Południowej rośnie jednak również w lasach bukowo-jodłowych i w śródziemnomorskich lasach pod dębem ostrolistnym.

## Znaczenie
Grzyb mikoryzowy. W niektórych atlasach grzybów jest opisywany jako grzyb jadalny. Odradza się jednak zbierania zasłonaków w celach spożywczych, jest bowiem wśród nich wiele trudnych do odróżnienia i trujących gatunków.